# Filiph Engsund
Tomas Filiph Teodor Engsund, född 3 augusti 1993 i Domkyrkoförsamlingen i Göteborg, är en svensk ishockeyspelare (center). Engsund växte upp i Oskarshamn. Han är tvillingbror med ishockeyspelaren Oscar Engsund.